# Bobolowie herbu Leliwa

herb Leliwa.

 Bobolowie herbu Leliwa – polski ród szlachecki.

## Historia
Rodzina Bobolów jest średniowiecznym rodem szlacheckim, którego kolebką były ziemie śląskie. Do mieszkańców m. Sychowa, niewielkiej w XIII w. wsi książęcej, koło Książa, należał „Bobola z bratem swym Secesławem”. On też prawdopodobnie jest protoplastą całego, szeroko w późniejszych czasach rozgałęzionego, rodu Bobolów. Korzystając z uzyskanej swobody ruchów łazęków, dotarł Bobola ze swym bratem w pobliże opactwa cystersów w Henrykowie, leżącego na linii Wrocław-Kamieniec, gdzie dorobił się kawałka ziemi, na którym założył osiedle; „Bobolice” i za zasługi wojenne, otrzymał od Henryka Brodatego tu posiadłości, oraz zdobył herb Leliwa.
W okolicach Henrykowa przebywali rodzeni bracia: Przybysław, Boguchwał, Wojsław i Gostacho Bobolowie. Jednak w 1239 r. „dziedzice na Bobolicach” utracili swą ojcowiznę. Zmuszono ich do sprzedaży Bobolic opatowi Cystersów henrykowskich, Bodonowi.
Jeszcze w 1315 r. pojawia się jeden z Bobolów na Śląsku, podkomorzy księcia Leszka raciborskiego, nazwany w dokumencie Wacław „Bobulca”. W pierwszych dziesiątkach lat XIV wieku w Małopolsce, pojawiają się Bobolowie, do których należy; „comes Nicolaus dictus Bobola”, cześnik królowej Jadwigi, żony Władysława Łokietka i pierwszych dwu żon
Kazimierza Wielkiego, oraz Jakub Bobola z Piasków, który przyczynił się do fundacji kościoła Wszystkich Świętych w Krakowie.
W XV i XVI w. pojawiają się Bobolowie piszący się z Piasków lub z Wielkiego i Małego Piasku; m.in.; w okolicach Jarosławia, Lwowa, Przemyśla, Przeworska, Sanoka i Krosna. Pod koniec XVI i przez wiek XVII, występują też w woj. sandomierskiem.
Jednym z najstarszych z rodu był Jan Bobola z Piasków – właściciel Tywoni (4 km na wschód od Jarosławia), stały świadek licznych zapisów, jakich w latach 1467—1486 dokonywał podkomorzy przemyski, później wojewoda bełski, ruski, sandomierski i krakowski – Spytko z Jarosławia.
Największych posiadłości dorobili się trzej Bobolowie: Jan Bobola (1464-1533) z Piasków ze Strachociny – dziedzic Strachociny – dóbr koło Sanoka. Prawnukiem jego był św. Andrzej Bobola. Posiadał na własność, lub też dzierżawił wsi; Tywonię, Sadową, Grabownicę, Małnów, Sarny, Strachocinę i połowę Nadyb, Górki (powiat brzozowski), Sczyrczkową.
Jakub Bobola (zm. 1636) pobierał dochody z wsi: Krościenko Wyżne, Wilczyce, Dacharzów, Jankowice Kościelne (Sandomierskie), Skrzypaczewice, Zbigniewice, Ruszcza, Nietnia, Postronna i Niedrzwica.
Największy majątek posiadał; Andrzej Bobola (podkomorzy), który obok starostw Rohatyn, Pilzno, Gniewków, Dybów i Dobrowoda, dziedziczył lub otrzymał od króla Zygmunta III wsi Zmiennicę, Krościenko Wyżne i Niżne, Podwinie, Leszczynę, Królewkę, Leśniówkę, Nową Wolę, Rzepiennik, Lubuszę, Czychawkę, Złotą, Kryg, Binarową i Sadków.

## Członkowie rodziny;
- św. Andrzej Bobola
- Andrzej Bobola (podkomorzy)
- Andrzej Bobola (zm. 1658)
- Elżbieta Bobola
- Hieronim Bobola
- Jakub Bobola
- Jan Bobola (1464-1533)
- Jan Bobola (1545–1605)
- Jan Bobola (1557–1604)
- Jan Bobola (1592–1635)
- Kacper Bobola
- Krzysztof Bobola (1517–1559)
- Krzysztof Bobola (1604–1641)
- Mikołaj Bobola
- Sebastian Bobola
- Wojciech Bobola (1561–1606)
- Wojciech Bobola (sekretarz królewski)
- Zygmunt Bobola – ostatni z Bobolów – dziecic Strachociny, zginął w bitwie pod Wiedniem w 1683 r.

## Herb
Rodzina Bobolów używała średniowiecznego herbu Leliwa (Leliwczyk, Leliwita) – polski herb szlachecki.
Herb ten miał w polu błękitnym lub czerwonym półksiężyc złoty, do góry rogami obrócony a nad nim sześciopromienną gwiazdę złotą. W klejnocie siedem piór pawich, a na nich taki sam półksiężyc z gwiazdą. Najstarsze pieczęcie z tym herbem to: Jerzy Leliwita (początek XIV w.), potem Spicymira z Piasków de Arena, inne pieczęcie: 1334 (kasztelan krakowski Spycimir), 1352 (kasztelan wojnicki Jaśko Tarnowski), 1373 Epitafium Wierzbięty z Branic 1425.
Dwory Bobolów były cenione w wieku XVII, jako jedne z piękniejszych w Rzeczypospolitej, w których bywali słynni jezuici. (Tacy, jak np. ks. Piotr Skarga). Do rezydencji Bobolów należała m.in.; Strachocina, Iskrzynia.
Bobolowie byli właścicielami wielu miejscowości w ziemi sandomierskiej i przemyskiej.
Stali się fundatorami klasztorów, uczelni jezuickich, i zajmowali wysokie urzędy.